# Rosalia hariola
Rosalia hariola là một loài bọ cánh cứng trong họ Cerambycidae.